# Odan, der Sonderbotschafter
Odan, der Sonderbotschafter (Originaltitel: The Host) ist die 23. Folge der vierten Staffel der US-amerikanischen Science-Fiction-Fernsehserie Raumschiff Enterprise – Das nächste Jahrhundert. Sie wurde in den Vereinigten Staaten über Syndication vermarktet und erstmals am 13. Mai 1991 auf verschiedenen Fernsehsendern ausgestrahlt. In Deutschland war sie zum ersten Mal am 21. März 1994 in einer synchronisierten Fassung auf Sat.1 zu sehen.

## Handlung
Im Jahr 2367 bei Sternzeit 44821.3 ist die Enterprise unterwegs zum Planeten Peliar Zel. Die Kolonien auf dessen beiden Monden liegen im Streit miteinander und ein Bürgerkrieg droht. Der Trill-Botschafter Odan soll die Friedensgespräche leiten. Während des Flugs kommen er und Schiffsärztin Beverly Crusher sich näher und beginnen eine Affäre. Crusher hat aber keine Ahnung, dass Odan ein Geheimnis vor ihr verbirgt.
Leka Trion, die Gouverneurin von Peliar Zel, kommt an Bord und erklärt den Grund für den Streit: Der Alpha-Mond nutzt das Magnetfeld des Planeten für seine Energieversorgung, was aber auf dem Beta-Mond für einen erheblichen Klimawandel sorgt. Eine Lösung dieses Konflikts soll auf neutralem Boden auf Peliar Zel besprochen werden. Odan ist bereit aufzubrechen, doch er will sich nicht beamen lassen, sondern lieber mit einem Shuttle auf den Planeten fliegen. Trion weist auf die Gefahr hin, dass radikale Gruppierungen die Verhandlungen sabotieren wollen und das Shuttle angreifen könnten. Dennoch besteht Odan auf seinen Wunsch und Captain Picard weist seinen ersten Offizier Will Riker, der ein erfahrener Pilot ist, an, Odan zu begleiten. Tatsächlich wird das Shuttle von einem anderen Schiff abgefangen und beschossen. Odan wird schwer verletzt und Riker gelingt es gerade noch, zur Enterprise zurückzukehren.
Odan wird sofort auf die Krankenstation gebracht, wo Dr. Crusher eine merkwürdige Entdeckung macht: In Odans Körper befindet sich eine fremde Lebensform, die sie zunächst für einen Parasiten hält. Als Odan das Bewusstsein wiedererlangt, erklärt er ihr jedoch, dass die Trill eine symbiotische Lebensform sind. Dieses fremde Wesen ist sein eigentliches Ich und dessen Überleben hat höchste Priorität. Sein humanoider Körper hingegen ist lediglich ein Wirt. Odans Wirt erliegt schließlich seinen Verletzungen. Den Symbionten kann Dr. Crusher zunächst in ein künstliches Koma versetzen, doch zum dauerhaften Überleben benötigt er einen neuen Wirt. Die Heimatwelt der Trill wird informiert und ein Ersatz macht sich auf den Weg. Der neue Wirt benötigt für den Flug zur Enterprise aber 40 Stunden und Dr. Crusher befürchtet, dass der Symbiont in der Zwischenzeit sterben könnte. Daher wird die Möglichkeit erwogen, einen Menschen als temporären Wirt einzusetzen, und Riker stellt sich hierfür als Freiwilliger zur Verfügung.
Die Operation glückt und als Riker aufwacht, nennt er Crusher „Doktor Beverly“, wie Odan es bereits zuvor getan hatte. Seine Persönlichkeit wird nun ganz durch den Symbionten dominiert. Dies bringt einige Probleme mit sich, denn Odan liebt Crusher nach wie vor. Sie hingegen kommt nicht damit klar, dass er sich jetzt im Körper eines langjährigen Kollegen befindet, und versucht daher, ihm aus dem Weg zu gehen. Außerdem muss er die Repräsentanten der beiden Monde davon überzeugen, dass er immer noch Odan ist. Odan war als Vermittler ausgewählt worden, weil sein Vater bereits vor einigen Jahrzehnten einen Streit zwischen den beiden Monden beilegen konnte. Jetzt muss er offenbaren, dass dieser Mann in Wirklichkeit nur ein früherer Wirt war. Der eigentliche Vermittler war der Symbiont, der sich nun im Körper von Riker befindet. Schließlich kann er die Repräsentanten davon überzeugen, dass er immer noch das Wissen über die früheren Verhandlungen besitzt, und sie akzeptieren ihn als Vermittler.
Nach der Unterredung verspürt Riker einen plötzlichen Schmerz und begibt sich auf die Krankenstation. Dr. Crusher stellt fest, dass sein Körper den Symbionten abstößt, was sie mit einem Medikament zunächst verhindern kann. Als er sich einige Stunden später in seinem Quartier ausruht, beschließt sie, nach ihm zu sehen. Schließlich können sie ihre Gefühle füreinander nicht mehr unterdrücken und schlafen miteinander.
Obwohl die Abstoßungsreaktionen stärker werden und die Wirkung des Medikaments nachlässt, besteht Odan darauf, die Verhandlungen fortzusetzen. Er bringt sie schließlich zu einem erfolgreichen Abschluss, doch unmittelbar darauf bricht er zusammen. Odan muss sofort aus Rikers Körper entfernt werden. Picard lässt einen Abfangkurs auf das Trill-Schiff setzen, um die Zeit bis zum Zusammentreffen zu verkürzen. Crusher muss erstaunt feststellen, dass der neue Wirt, den die Trill geschickt haben, eine Frau namens Kareel ist. Nach der Vereinigung mit Odan zeigt auch sie Gefühle für Crusher. Crusher muss allerdings gestehen, dass sie mit dieser Art des Körperwechsels auf Dauer nicht klarkommt, und beendet daher ihre Beziehung mit Odan.

## Verbindungen zu anderen Star-Trek-Produktionen
Einige Elemente aus dieser Folge wurden in späteren Star-Trek-Produktionen wieder aufgegriffen:
- Die Trill werden in dieser Folge eingeführt. Dieses Volk spielt vor allem in den Serien Star Trek: Deep Space Nine und Star Trek: Discovery eine größere Rolle. In ersterer gehören in den Staffeln 1–6 die vereinigte Trill Jadzia Dax und in Staffel 7 Ezri Dax zu den Hauptfiguren. In letzterer ist Adira Tal, ein Mensch mit einem Trill-Symbionten, in Staffel 3 eine wiederkehrende Nebenfigur und in Staffel 4 eine Hauptfigur. Auch in mehreren anderen Serien und Spielfilmen kommen Trill in größeren und kleineren Nebenrollen vor. Hervorzuheben sind vor allem Ensign Barnes in Star Trek: Lower Decks und Ensign Asencia, eine als Trill getarnte Vau N’Akat, in Star Trek: Prodigy. Zahlreiche Aspekte der Trill wurden vor ihrem zweiten Auftritt im Pilotfilm Der Abgesandte von Star Trek: Deep Space Nine aus dem Jahr 1993 noch einmal stark überarbeitet, beginnend beim Aussehen: Anstelle der leichten Stirnwülste erhielten sie ein Fleckenmuster, das sich an den Schläfen beginnend an den Seiten des Körpers hinabzieht. In Odan, der Sonderbotschafter wird der humanoide Trill völlig von seinem Symbionten dominiert. Dies wurde in Star Trek: Deep Space Nine dahingehend abgeändert, dass die Persönlichkeit eines Wirts durch den Symbionten mit denen seiner früheren Wirte verschmilzt. Die Komplikationen beim Beamen von vereinigten Trill spielen in Star Trek: Deep Space Nine keine Rolle mehr. Auch die Aussage aus Odan, der Sonderbotschafter, dass die Trill eine Spezies sind, über die man nur wenig weiß, sowie die völlige Unkenntnis über ihre Symbionten wurden in Star Trek: Deep Space Nine negiert. So ist dort beispielsweise Curzon Dax, der unmittelbare Vorgänger von Jadzia als Wirt des Dax-Symbionten, schon viele Jahrzehnte vor den Ereignissen von Odan, der Sonderbotschafter ein bedeutender Botschafter der Föderation. Bezüglich des Liebeslebens wurde in Star Trek: Deep Space Nine die Regel etabliert, dass jegliche Liebesbeziehungen mit dem Tod eines Wirts enden müssen und vom neuen Wirt nicht fortgesetzt werden dürfen. Auch dies steht im Widerspruch zu Odan, der Sonderbotschafter.
- Auch die Pelianer haben hier ihren ersten (und einzigen größeren) Auftritt. Sie sind in zahlreichen weiteren Folgen der Serien Raumschiff Enterprise – Das nächste Jahrhundert, Star Trek: Deep Space Nine, Star Trek: Raumschiff Voyager und Star Trek: Enterprise als Hintergrundfiguren zu sehen. Ihr Heimatplanet ist zudem in mehreren Folgen von Star Trek: Picard und Star Trek: Strange New Worlds auf Sternenkarten eingezeichnet.

## Produktion

### Drehbuch
Der Arbeitstitel der Folge lautete E Pluribus Unum.
In den Credits der Folge ist Michel Horvat als alleiniger Drehbuchautor aufgeführt, obwohl seine Geschichte von Jeri Taylor stark überarbeitet wurde.
Der ursprüngliche Entwurf drehte sich ausschließlich um Odans Friedensverhandlungen. Seine Liebesgeschichte mit Beverly Crusher wurde erst in der Überarbeitung hinzugefügt.

### Regie und Kamera
Marvin V. Rush, der seit Beginn der dritten Staffel als  bildgestaltender Kameramann (Director of photography) der Serie tätig war, übernahm in dieser Folge erstmals den Posten des Regisseurs. Joe Chess, der normalerweise unter Rushs künstlerischer Leitung als Kameramann tätig war, vertrat ihn in Odan, der Sonderbotschafter einmalig als bildgestaltender Kameramann.
Da Gates McFadden während der Dreharbeiten hochschwanger war, musste sie stets so gefilmt werden, dass ihr Bauch nicht zu sehen war.

### Darsteller
Barbara Tarbuck, Darstellerin von Leka Trion, spielte auch Kalev in Folge 1.15 (Im Schatten von P’Jem) von Star Trek: Enterprise.
Robert Harper erhielt für seine Darstellung von Lathal Bine keine Nennung in den Credits der Folge, obwohl es sich um eine Sprechrolle handelte.

### Musik
Nach dem Weggang von Ron Jones übernahm Jay Chattaway ab dieser Folge den Posten des zweiten Stammkomponisten der Serie. Er hatte zuvor bereits die Musik für jeweils eine Folge der dritten und vierten Staffel komponiert.

### Modelle
Das in dieser Folge zu sehende Shuttle ist nach dem Physiker Stephen Hawking benannt.
Bei dem angreifenden Schiff handelt es sich um das wiederverwendete Modell von Valkris’ Schiff aus dem Spielfilm Star Trek III: Auf der Suche nach Mr. Spock.
Bei dem Transportschiff der Trill handelt es sich um das wiederverwendete Modell des Pakled-Raumschiffs aus Folge 2.17 (Das Herz eines Captains) von Raumschiff Enterprise – Das nächste Jahrhundert.

## Rezeption
Keith DeCandido bewertete Odan, der Sonderbotschafter 2012 auf tor.com als eine leicht unterdurchschnittliche Folge von Raumschiff Enterprise – Das nächste Jahrhundert. Er kritisierte unter anderem, dass die Liebesgeschichte zwischen Crusher und Odan nicht genug Raum hat, um sich zu entwickeln und stattdessen zu viele eher irrelevante Szenen gezeigt werden. Problematisch fand er auch, dass überhaupt nicht auf Rikers Gefühle eingegangen wird, der von Odan übernommen und dazu genötigt wird, mit seiner Kollegin Crusher Sex zu haben. Am schwierigsten fand DeCandido Crushers Aussage gegenüber Kareel. Indem sie ihre Unfähigkeit, eine Frau zu lieben, auf die gesamte Menschheit überträgt, marginalisiert sie damit letztlich alle homo- und bisexuellen Menschen.